# Arabella Goddard
Arabella Goddard (Saint-Servan, prop de Saint-Malo, Bretanya, 12 de gener de 1836– Boulogne-sur-Mer, 6 d'abril de 1922) fou una pianista i compositora bretona de l'època romàntica.
Fou deixebla de Kalkbrenner a París i de Thalberg a Londres; als vuit anys feu un concert davant la reina Victòria i ja llavors publicà sis valsos per a piano. Després emprengué gires per Anglaterra i Alemanya, i de 1873 a 1876 feu un viatge arreu del món, incloent l'Índia, Austràlia i els Estats Units. Va compondre diverses obres per a piano i algunes melodies vocals. El 1878 abandonà la carrera de concertista que tants triomfs li havia proporcionat.